# Campionati del mondo di duathlon del 2018
I Campionati del mondo di duathlon del 2018 (XXIX edizione) si sono tenuti a Fionia in Danimarca, in data 6 luglio 2018.
Tra gli uomini ha vinto il danese Andreas Schilling, mentre la gara femminile è andata all' austriaca Sandrina Illes.
La gara junior ha visto trionfare il britannico Matthew Willis e l'italiana Costanza Arpinelli.
Il titolo di Campione del mondo di duathlon della categoria under 23 è andato al belga Dely Arnaud. Tra le donne si è aggiudicata il titolo di Campionessa del mondo di duathlon della categoria under 23 per il secondo anno consecutivo la francese Lucie Picard.

## Risultati

### Élite uomini
| Pos. | Atleta                   | Paese       | Corsa    | Bici     | Corsa    | Totale   |
| ---- | ------------------------ | ----------- | -------- | -------- | -------- | -------- |
|      | Andreas Schilling        | Danimarca   | 00:27:53 | 00:53:18 | 00:13:19 | 01:35:56 |
|      | Yohan Le Berre           | Francia     | 00:27:54 | 00:53:20 | 00:13:21 | 01:35:57 |
|      | Mark Buckingham          | Regno Unito | 00:27:53 | 00:53:22 | 00:14:04 | 01:36:47 |
| 4    | László Tarnai            | Ungheria    | 00:27:54 | 00:54:23 | 00:14:07 | 01:37:48 |
| 5    | Dely Arnaud              | Belgio      | 00:27:54 | 00:54:28 | 00:14:12 | 01:37:59 |
| 6    | Benjamin Choquert        | Francia     | 00:27:52 | 00:57:10 | 00:13:24 | 01:39:50 |
| 7    | Vincent Bierinckx        | Belgio      | 00:28:15 | 00:56:43 | 00:13:32 | 01:39:56 |
| 8    | Philip Wylie             | Regno Unito | 00:28:14 | 00:56:52 | 00:13:30 | 01:40:06 |
| 9    | Nicklas Røssner          | Danimarca   | 00:28:39 | 00:56:16 | 00:13:29 | 01:40:10 |
| 10   | Thomas Springer          | Austria     | 00:28:49 | 00:56:11 | 00:13:44 | 01:40:20 |
| 11   | Benoit Nicolas           | Francia     | 00:28:16 | 00:56:44 | 00:13:53 | 01:40:24 |
| 12   | Emmanuel Lejeune         | Belgio      | 00:28:14 | 00:56:50 | 00:13:48 | 01:40:25 |
| 13   | Cristobal Garcia Guillen | Spagna      | 00:28:48 | 00:56:13 | 00:13:55 | 01:40:27 |
| 14   | Emilio Martin            | Spagna      | 00:28:16 | 00:56:40 | 00:14:00 | 01:40:33 |
| 15   | Krzysztof Hadas          | Polonia     | 00:28:47 | 00:56:14 | 00:13:58 | 01:40:35 |
| 16   | Simon Jørn Hansen        | Danimarca   | 00:29:10 | 00:55:49 | 00:14:09 | 01:40:40 |
| 17   | Ondrej Kubo              | Slovacchia  | 00:29:38 | 00:55:28 | 00:14:17 | 01:40:52 |
| 18   | Max Schröter             | Germania    | 00:28:47 | 00:56:10 | 00:14:27 | 01:40:59 |
| 19   | Fumiya Tanaka            | Giappone    | 00:28:49 | 00:56:15 | 00:14:21 | 01:41:00 |
| 20   | Jan Petralia             | Belgio      | 00:29:17 | 00:55:25 | 00:14:46 | 01:41:03 |
| 21   | Valentin Fridelance      | Svizzera    | 00:29:18 | 00:55:44 | 00:14:35 | 01:41:11 |
| 22   | Wesley Mols              | Paesi Bassi | 00:28:44 | 00:56:18 | 00:14:35 | 01:41:14 |
| 23   | Thomas Cremers           | Paesi Bassi | 00:29:17 | 00:55:37 | 00:14:55 | 01:41:30 |
| 24   | Nicolas Tilman           | Belgio      | 00:29:22 | 00:55:40 | 00:15:10 | 01:41:43 |
| 25   | Aoba Yasumatsu           | Giappone    | 00:28:49 | 00:56:14 | 00:15:10 | 01:41:47 |
| 26   | Søren Bystrup            | Danimarca   | 00:30:44 | 00:54:48 | 00:14:46 | 01:41:59 |
| 27   | Stijn Jansen             | Paesi Bassi | 00:30:37 | 00:54:54 | 00:14:58 | 01:42:06 |
| 28   | Kristian Munk            | Danimarca   | 00:29:43 | 00:56:22 | 00:14:38 | 01:42:23 |
| 29   | Matt Smith               | Australia   | 00:29:18 | 00:56:45 | 00:14:46 | 01:42:40 |
| 30   | Thijs Wiggers            | Paesi Bassi | 00:30:43 | 00:54:53 | 00:15:40 | 01:42:48 |
| 31   | Niels Te Pas             | Paesi Bassi | 00:29:56 | 00:56:14 | 00:15:34 | 01:43:21 |
| 32   | Tsukasa Kuyama           | Giappone    | 00:29:52 | 00:56:15 | 00:16:13 | 01:44:25 |
| 33   | Shunsuke Nishimura       | Giappone    | 00:29:18 | 00:56:48 | 00:16:39 | 01:44:43 |
| 34   | Shohei Hara              | Giappone    | 00:29:17 | 00:59:42 | 00:14:59 | 01:45:42 |
| 35   | Oivind Bjerkseth         | Norvegia    | 00:29:58 | 00:56:04 | 00:18:22 | 01:46:23 |
| 36   | Maciej Kubiak            | Polonia     | 00:29:54 | 00:59:11 | 00:15:42 | 01:46:24 |
| 37   | Hotaka Yamagishi         | Giappone    | 00:29:11 | 00:58:10 | 00:17:41 | 01:47:11 |
| 38   | Niall Cornyn             | Irlanda     | 00:30:01 | 01:00:13 | 00:15:33 | 01:47:20 |
| 39   | Jesse Bauer              | Canada      | 00:30:25 | 00:59:49 | 00:15:41 | 01:47:31 |
| 40   | Ciprian Balanescu        | Romania     | 00:30:43 | 00:59:33 | 00:15:44 | 01:47:35 |
| 41   | Christian Stounberg      | Danimarca   | 00:30:13 | 00:59:56 | 00:15:51 | 01:47:40 |
| 42   | Stefan Daniel            | Canada      | 00:29:15 | 01:00:10 | 00:24:25 | 01:55:38 |

### Élite donne
| Pos. | Atleta                          | Paese       | Corsa    | Bici     | Corsa    | Totale   |
| ---- | ------------------------------- | ----------- | -------- | -------- | -------- | -------- |
|      | Sandrina Illes                  | Austria     | 00:31:01 | 01:02:23 | 00:14:34 | 01:49:29 |
|      | Ai Ueda                         | Giappone    | 00:31:00 | 01:02:18 | 00:14:40 | 01:49:38 |
|      | Georgina Schwiening             | Regno Unito | 00:31:01 | 01:02:25 | 00:14:54 | 01:49:47 |
| 4    | Felicity Sheedy-Ryan            | Australia   | 00:31:00 | 01:02:20 | 00:15:21 | 01:50:20 |
| 5    | Sandra Levenez                  | Francia     | 00:31:17 | 01:02:03 | 00:15:39 | 01:50:42 |
| 6    | Melanie Maurer                  | Svizzera    | 00:32:30 | 01:02:01 | 00:15:24 | 01:51:45 |
| 7    | Gillian Sanders                 | Sudafrica   | 00:32:29 | 01:02:03 | 00:15:27 | 01:51:48 |
| 8    | Lesley Smit                     | Paesi Bassi | 00:32:44 | 01:01:50 | 00:15:39 | 01:51:58 |
| 9    | Jony Heerink                    | Paesi Bassi | 00:32:44 | 01:01:47 | 00:16:11 | 01:52:19 |
| 10   | Garance Blaut                   | Francia     | 00:31:45 | 01:03:39 | 00:15:18 | 01:52:21 |
| 11   | Marion Legrand                  | Francia     | 00:32:07 | 01:03:18 | 00:15:43 | 01:52:41 |
| 12   | Lucie Picard                    | Francia     | 00:31:45 | 01:05:36 | 00:15:17 | 01:54:25 |
| 13   | Jenny Nilsson                   | Svezia      | 00:33:42 | 01:02:50 | 00:16:19 | 01:54:34 |
| 14   | Sophie Van Der Most             | Paesi Bassi | 00:33:52 | 01:02:42 | 00:16:28 | 01:54:43 |
| 15   | Hikari Tamura                   | Giappone    | 00:33:52 | 01:02:49 | 00:16:46 | 01:55:10 |
| 16   | Ana Filipa Santos               | Portogallo  | 00:33:51 | 01:07:20 | 00:16:25 | 01:59:46 |
| 17   | Yulia Surikova                  | Russia      | 00:34:34 | 01:06:50 | 00:16:46 | 02:00:07 |
| 18   | Ulrike Schwalbe                 | Germania    | 00:34:35 | 01:06:51 | 00:17:05 | 02:00:32 |
| 19   | Guadalupe Jazmin Aguilar Corona | Messico     | 00:32:40 | 01:08:51 | 00:17:45 | 02:01:03 |
| 20   | Melissa Paauwe                  | Canada      | 00:34:52 | 01:07:55 | 00:17:44 | 02:02:52 |

### Junior uomini
| Pos. | Atleta                  | Paese       | Corsa    | Bici     | Corsa    | Totale   |
| ---- | ----------------------- | ----------- | -------- | -------- | -------- | -------- |
|      | Matthew Willis          | Regno Unito | 00:16:59 | 00:30:24 | 00:07:28 | 00:56:30 |
|      | Thor Bendix Madsen      | Danimarca   | 00:17:04 | 00:30:18 | 00:07:57 | 00:57:00 |
|      | Joey Van 'T Verlaat     | Paesi Bassi | 00:17:05 | 00:30:16 | 00:08:14 | 00:57:11 |
| 4    | Frederik Holm Wester    | Danimarca   | 00:17:21 | 00:30:54 | 00:08:18 | 00:57:57 |
| 5    | Oscar Gladney Rundqvist | Danimarca   | 00:17:24 | 00:30:47 | 00:09:57 | 00:59:38 |
| 6    | Christian Nass          | Danimarca   | 00:17:30 | 00:36:01 | 00:08:37 | 01:03:49 |
| 7    | Cody Salter             | Australia   | 00:18:34 | 00:34:56 | 00:09:17 | 01:04:28 |
| 8    | Georgios Lavdas         | Grecia      | 00:19:43 | 00:36:38 | 00:10:21 | 01:08:48 |

### Junior donne
| Pos. | Atleta             | Paese       | Corsa    | Bici     | Corsa    | Totale   |
| ---- | ------------------ | ----------- | -------- | -------- | -------- | -------- |
|      | Costanza Arpinelli | Italia      | 00:18:53 | 00:34:43 | 00:08:11 | 01:03:24 |
|      | Shirin Van Anrooij | Paesi Bassi | 00:19:21 | 00:33:09 | 00:09:15 | 01:03:26 |
|      | Leana Bissig       | Svizzera    | 00:19:20 | 00:34:16 | 00:08:50 | 01:04:03 |
| 4    | Olivia Keiser      | Svizzera    | 00:19:20 | 00:34:18 | 00:09:15 | 01:04:28 |
| 5    | Marije Hijman      | Paesi Bassi | 00:19:19 | 00:36:58 | 00:09:06 | 01:07:11 |
| 6    | Maaike Telkamp     | Paesi Bassi | 00:19:48 | 00:36:29 | 00:09:15 | 01:07:20 |
| 7    | Sam Wennink        | Paesi Bassi | 00:20:32 | 00:37:57 | 00:10:00 | 01:10:16 |
| 8    | Caitlin Sendt      | Australia   | 00:22:07 | 00:40:12 | 00:10:49 | 01:14:58 |

### Under 23 uomini
| Pos. | Atleta              | Paese       | Corsa    | Bici     | Corsa    | Totale   |
| ---- | ------------------- | ----------- | -------- | -------- | -------- | -------- |
|      | Dely Arnaud         | Belgio      | 00:27:54 | 00:54:28 | 00:14:12 | 01:37:59 |
|      | Krzysztof Hadas     | Polonia     | 00:28:47 | 00:56:14 | 00:13:58 | 01:40:35 |
|      | Wesley Mols         | Paesi Bassi | 00:28:44 | 00:56:18 | 00:14:35 | 01:41:14 |
| 4    | Thomas Cremers      | Paesi Bassi | 00:29:17 | 00:55:37 | 00:14:55 | 01:41:30 |
| 5    | Nicolas Tilman      | Belgio      | 00:29:22 | 00:55:40 | 00:15:10 | 01:41:43 |
| 6    | Aoba Yasumatsu      | Giappone    | 00:28:49 | 00:56:14 | 00:15:10 | 01:41:47 |
| 7    | Stijn Jansen        | Paesi Bassi | 00:30:37 | 00:54:54 | 00:14:58 | 01:42:06 |
| 8    | Matt Smith          | Australia   | 00:29:18 | 00:56:45 | 00:14:46 | 01:42:40 |
| 9    | Thijs Wiggers       | Paesi Bassi | 00:30:43 | 00:54:53 | 00:15:40 | 01:42:48 |
| 10   | Niels Te Pas        | Paesi Bassi | 00:29:56 | 00:56:14 | 00:15:34 | 01:43:21 |
| 11   | Tsukasa Kuyama      | Giappone    | 00:29:52 | 00:56:15 | 00:16:13 | 01:44:25 |
| 12   | Shunsuke Nishimura  | Giappone    | 00:29:18 | 00:56:48 | 00:16:39 | 01:44:43 |
| 13   | Shohei Hara         | Giappone    | 00:29:17 | 00:59:42 | 00:14:59 | 01:45:42 |
| 14   | Hotaka Yamagishi    | Giappone    | 00:29:11 | 00:58:10 | 00:17:41 | 01:47:11 |
| 15   | Niall Cornyn        | Irlanda     | 00:30:01 | 01:00:13 | 00:15:33 | 01:47:20 |
| 16   | Christian Stounberg | Danimarca   | 00:30:13 | 00:59:56 | 00:15:51 | 01:47:40 |
| 17   | Stefan Daniel       | Canada      | 00:29:15 | 01:00:10 | 00:24:25 | 01:55:38 |

### Under 23 donne
| Pos. | Atleta              | Paese       | Corsa    | Bici     | Corsa    | Totale   |
| ---- | ------------------- | ----------- | -------- | -------- | -------- | -------- |
|      | Lucie Picard        | Francia     | 00:31:45 | 01:05:36 | 00:15:17 | 01:54:25 |
|      | Sophie Van Der Most | Paesi Bassi | 00:33:52 | 01:02:42 | 00:16:28 | 01:54:43 |
|      | Hikari Tamura       | Giappone    | 00:33:52 | 01:02:49 | 00:16:46 | 01:55:10 |